# Léon Quaglia
Léon Quaglia (4 januari 1896 – 5 maart 1961) was een Frans ijshockeyer en langebaanschaatser. Met het Franse team speelde hij op de Olympische Zomerspelen van Antwerpen waar hij vijfde werd met ijshockey.
Vier jaar later op de Olympische Winterspelen in Frankrijk reed hij de 10.000 meter en het allround toernooi bij het langebaanschaatsen.
In 1928 reed hij een officieus werelduurrecord, gereden op natuurijs. Het werelduurrecord hield 40 jaar stand, totdat het in 1968 werd verbroken (op kunstijs) door Tonny Ferwerda. Het werelduurrecord op natuurijs werd pas in 2022 verbroken door Bart Vreugdenhil.